# Ammophila nearctica
Ammophila nearctica es una especie de avispa del género Ammophila, familia Sphecidae.

## Taxonomía
Fue descrito por primera vez en 1889 por Kohl.